# Google Camera
Google Camera là một ứng dụng chụp ảnh được phát triển bởi Google cho hệ điều hành Android. Quá trình phát triển ứng dụng bắt đầu vào năm 2011 tại vườn ươm nghiên cứu Google X do Marc Levoy đứng đầu, khi đó công ty đang phát triển công nghệ kết hợp hình ảnh cho Google Glass. Ban đầu nó được hỗ trợ trên tất cả các thiết bị chạy Android 4.4 KitKat trở lên, nhưng hiện chỉ được hỗ trợ chính thức trên dòng sản phẩm Google Pixel. Nó đã từng được phát hành công khai cho Android 4.4 trở lên trên Google Play Store vào ngày 16 tháng 4 năm 2014.

### Exernal Links
- Google Camera GCam Mod version (GCam Port)

## Tính năng
Google Camera chứa một số tính năng có thể được kích hoạt trong phần cài đặt hoặc trên hàng biểu tượng ở đầu ứng dụng.

### Pixel Visual/Neural Core
Có trong dòng sản phẩm Google Pixel, Google Camera đã được hỗ trợ với bộ "tăng tốc phần cứng" để thực hiện việc xử lý hình ảnh của nó. Thế hệ điện thoại Pixel đầu tiên sử dụng DSP Hexagon và GPU Adreno của Qualcomm để tăng tốc xử lý hình ảnh. Pixel 2 và Pixel 3 (nhưng không phải Pixel 3a) bao gồm Pixel Visual Core để hỗ trợ xử lý ảnh. Pixel 4 đã được giới thiệu với Pixel Neural Core.

### HDR+
Không giống như các phiên bản trước của kĩ thuật chụp ảnh dải động cao (HDR), HDR+ sử dụng các kỹ thuật nhiếp ảnh điện toán để đạt được dải động cao hơn. HDR + chụp ảnh liên tục với độ phơi sáng ngắn. Khi nhấn nút chụp ảnh, 5–15 khung hình cuối cùng được phân tích để chọn ra những bức ảnh sắc nét nhất (sử dụng kĩ thuật lucky imaging), được căn chỉnh có chọn lọc và kết hợp với mức trung bình của hình ảnh. HDR + cũng sử dụng Semantic Segmentation để phát hiện khuôn mặt để làm sáng bằng cách sử dụng đèn flash lấp đầy tổng hợp, đồng thời làm tối và giảm độ nhiễu cho bầu trời. HDR+ cũng đồng thời giảm nhiễu ảnh chụp và cải thiện màu sắc, đồng thời tránh làm nổi bật và nhòe chuyển động. HDR+ đã từng được giới thiệu trên Nexus 6 và được đưa trở lại Nexus 5.

#### HDR+ nâng cao (HDR+ Enhanced)
Không giống như HDR+, chế độ HDR+ nâng cao không sử dụng công nghệ Zero Shutter Lag (ZSL). Giống như chế độ chụp ảnh ban đêm (Night Sight), HDR+ nâng cao sở hữu tính năng positive-shutter-lag (PSL). HDR+ nâng cao tương tự như HDR+ trên Nexus 5, Nexus 6, Nexus 5X và Nexus 6P. Nó được cho là sử dụng các khung hình thiếu sáng và thừa sáng như công nghệ Smart HDR của Apple. HDR+ nâng cao tăng dải động hơn so với HDR+. HDR+ nâng cao trên Pixel 3 sử dụng thuật toán dựa trên học tập AWB từ chế độ chụp ảnh ban đêm (Night Sight).